# Naomi Ackie
Naomi Sarah Ackie (Walthamstow, 2 november 1992) is een Brits actrice.

## Biografie
Naomi Ackie werd in 1992 geboren in Walthamstow, Londen, als dochter van immigranten van de tweede generatie uit Grenada. Haar vader was een werknemer bij het Transport for London en haar moeder werkte voor de National Health Service. Ze heeft een oudere broer en zus. Ackie ging naar de meisjesschool van Walthamstow. Ze studeerde in 2012 af aan de Royal Central School of Speech and Drama.

### Carrière
Ackie brak door met haar filmrol in Lady Macbeth (2016), waarvoor ze in 2017 de British Independent Film Award voor meest veelbelovende nieuwkomer won. Vervolgens speelde ze in Idris Elba's regiedebuut Yardie (2018) en in Star Wars: The Rise of Skywalker (2019). Ze speelde ook Bonnie in het tweede seizoen van de Netflix-serie The End of the F***ing World. Ackie vertolkte in 2022 de rol van Whitney Houston in de biopic Whitney Houston: I Wanna Dance with Somebody en speelde in 2024 de hoofdrol in Zoë Kravitz' regiedebuut Blink Twice.

## Filmografie
Uitgezonderd korte films

### Films
- 2025: Mickey 17 - als Nasha Adjaya
- 2024: Blink Twice - als Frida
- 2022: Whitney Houston: I Wanna Dance with Somebody - als Whitney Houston
- 2021: The Score - als Gloria
- 2019: Star Wars: The Rise of Skywalker - als Jannah
- 2019: The Corrupted - als Grace
- 2018: Yardie - als Mona
- 2016: Lady Macbeth - als Anna

### Televisie
- 2024: LEGO Star Wars: Rebuild the Galaxy - als Jedi Jannah (stem)
- 2021: Master of None - als Alicia (hoofdrol, seizoen 3)
- 2020: Small Axe - als Hazel
- 2019: The End of the F***ing World - als Bonnie (hoofdrol, seizoen 2)
- 2019: Cleaning Up - als Beth (2 afleveringen)
- 2018: The Bisexual - als Ruby (5 afleveringen)
- 2018: Vera - als Louise Everitt
- 2016: The Five - als Gemma Morgan (2 afleveringen)
- 2015: Doctor Who - als Jen

## Prijzen en nominaties
De belangrijkste:
| Jaar | Prijs                            | Categorie                     | Film                         | Uitslag     |
| ---- | -------------------------------- | ----------------------------- | ---------------------------- | ----------- |
| 2023 | British Academy Film Awards      | Rising Star Award             |                              | Genomineerd |
| 2020 | British Academy Television Award | Beste vrouwelijke bijrol      | The End of the F***ing World | Gewonnen    |
| 2017 | British Independent Film Awards  | Beste vrouwelijke bijrol      | Lady MacBeth                 | Genomineerd |
| 2017 | British Independent Film Awards  | Meest beloftevolle nieuwkomer | Lady MacBeth                 | Gewonnen    |